# Liu Lisi
Cet article peut avoir été édité par une personne ayant un lien étroit avec son sujet ; il faut le réécrire dans un article avec un point de vue neutre. Si vous êtes étroitement lié au sujet de cet article, veuillez le déclarer sur sa page de discussion. (2021-12-30)
 (décembre 2021).
Pour les articles homonymes, voir Lisi.
Liu Lisi (en chinois 刘力司 ; pinyin Liú Lìsī) est un créateur chinois de mode,,,, né à  Chengdu le 4 septembre 1990. Et depuis 2014, il a sa propre marque qui s'appelle LIU LISI Paris,,.
De 2014 à 2016, LIU LISI Paris a participé aux 67e, 68e et 69e Festival de Cannes Les artistes des trois festivals étaient l'actrice française Aurelia Khazan et le mannequin Vincent Mc Doom avec l'ambassadrice de l'UNESCO Vanessa Modely,,.

## Biographie
- Liu Lisi est diplômé de ESMOD[13], et il a organisé quatre conférences sur la mode à Paris[14],[15].